# Гипава
Гипава (фр. Guipavas) — коммуна на северо-западе Франции, находится в регионе Бретань, департамент Финистер, округ Брест, центр одноименного кантона. Пригород Бреста, расположен в 8 км к востоку. Через территорию коммуны проходит национальная автомагистраль N12. В северной части коммуны расположен аэропорт Бреста, а на юге ее граница проходит по рейду Бреста.  
Население (2019) — 15 050 человек. 

## История
Найденные в нескольких местах на территории коммуны бронзовые предметы III-IV веков н.э. свидетельствуют о проживании здесь людей в галло-римский период. Святой Тудон, отец святого Гуэну и святого Маяна, в VII веке прибыл в Бретань из Уэльса и построил скит в лесу в 2 км от нынешнего Гипава — в месте, которое, вероятно, было древним местом поклонения друидам, а теперь называется Saint-Thudon. Святой Тудон построил в этом месте ораторий, посвященной Деве Марии. Древнее сооружение со временем разрушилось, но на его месте сохранилось три креста, один из которых датируется VII веком и является одним из старейших в департаменте Финистер; он сохранил кельтское украшение в виде женского бюста.

## Достопримечательности
- Церковь Святых Петра и Павла, восстановленная в 50-х годах XX века
- Часовня Нотр-Дам-де-Реэн XVII века

## Экономика
Структура занятости населения:
- сельское хозяйство — 2,8 %
- промышленность — 16,7 %
- строительство — 8,4 %
- торговля, транспорт и сфера услуг — 51,8 %
- государственные и муниципальные службы — 20,4 %

Уровень безработицы (2018) — 8,4 % (Франция в целом —  13,4 %, департамент Финистер — 12,1 %). 

Среднегодовой доход на 1 человека, евро (2018) — 24 030 (Франция в целом — 21 730, департамент Финистер — 21 970).

## Демография
Динамика численности населения, чел.

## Администрация
Пост мэра Гипава с февраля 2017 года занимает Фабрис Жакоб (Fabrice Jacob).  На муниципальных выборах 2020 года возглавляемый им правый список победил в 1-м туре, получив 50,62 % голосов (из четырех списков).
| Период | Период | Фамилия       | Партия                             | Примечания |
| ------ | ------ | ------------- | ---------------------------------- | ---------- |
| 1965   | 1995   | Шарль Кердиле | Объединение в поддержку Республики |            |
| 1995   | 2008   | Анри Палье    | Союз за народное движение          |            |
| 2008   | 2014   | Ален Кеффелек | Социалистическая партия            |            |
| 2014   | 2017   | Гюрван Моаль  | Разные левые                       | инженер    |
| 2017   |        | Фабрис Жакоб  | Разные правые                      |            |

## Города-побратимы
- Каллингтон, Великобритания
- Барсбюттель, Германия

## Галерея

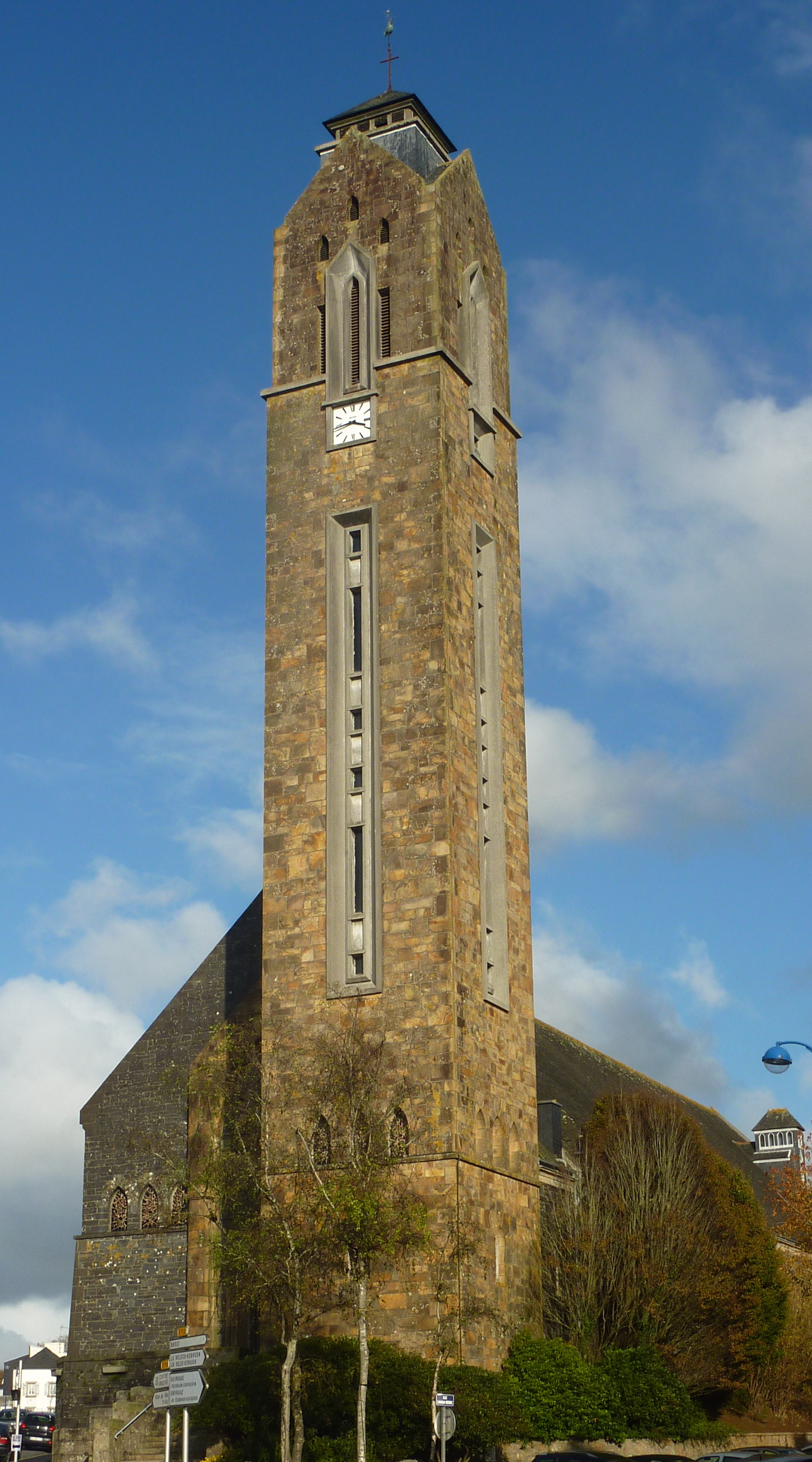
Колокольня церкви Святых Петра и Павла
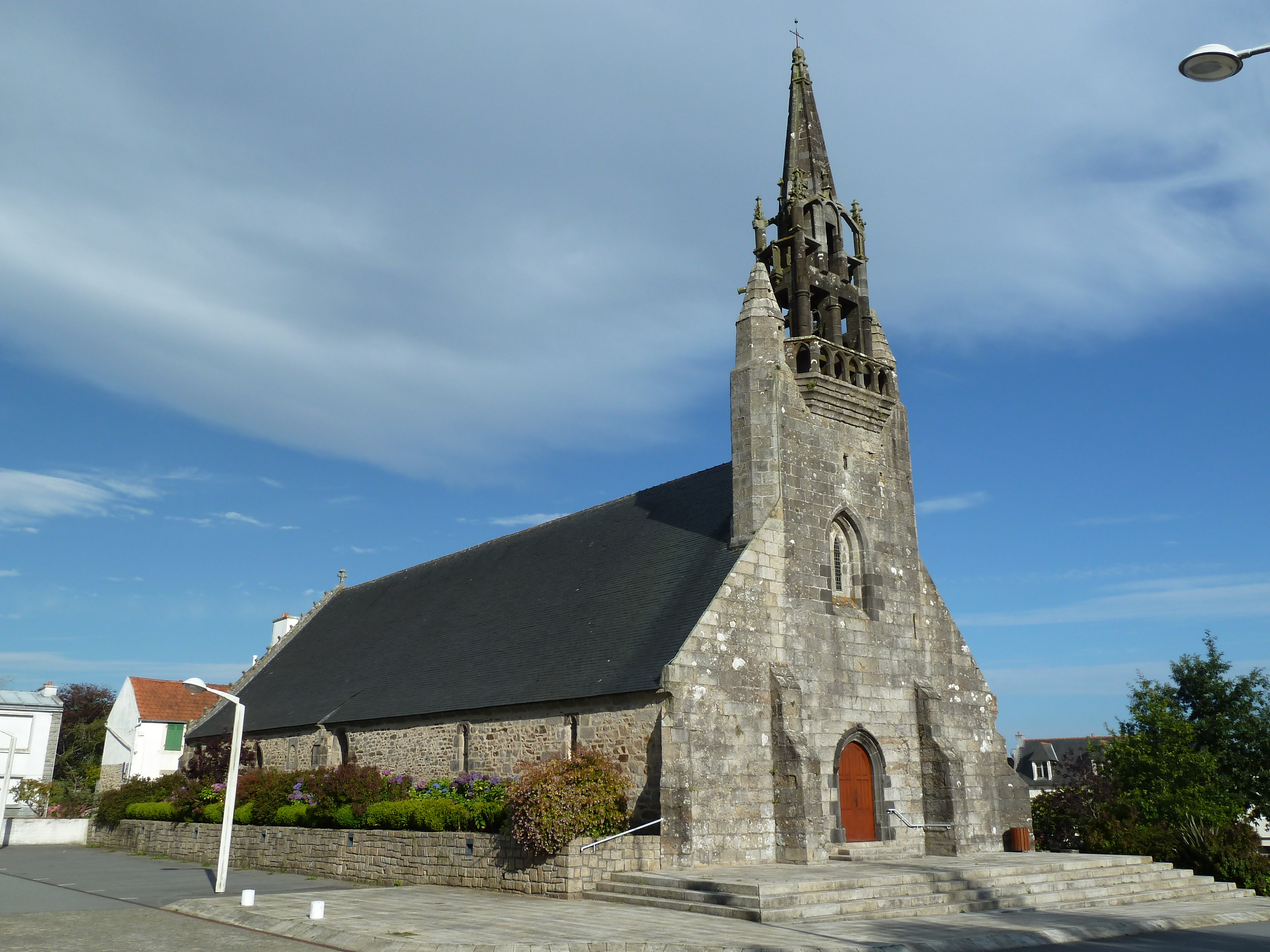
Часовня Нотр-Дам-де-Реэн